# Adriaan de Lelie (schaker)
Adrianus (Adriaan) Adam Gerardus de Lelie (Amsterdam, 28 mei 1827 – aldaar, 15 maart 1899) was een Nederlandse schaker.
De Lelie was lid van het Amsterdamse schaakgenootschap respectievelijk La Bourdonnais. Daar introduceerde hij in 1861 Multatuli aan het schaakverenigingsleven.
In 1858 nam hij deel aan de eerste Nederlandse schaakwedstrijd. Gedurende een bezoek van Adolf Anderssen aan Nederland in 1861 was hij naast Van ’t Kruijs, Kloos, en Van Paddenburg een van de weinigen die een partij tegen de toen sterkste schaker ter wereld wisten te winnen. Bij de oprichting van de Nederlandse schaakbond werd De Lelie aangewezen als vicevoorzitter. Hij ontving dat jaar tevens een erelidmaatschap van Discendo Discimus, de motor achter de oprichting van de Bond.
In 1874 werd De Lelie officieus Nederlands schaakkampioen.